# The Spirit of the Gorge
The Spirit of the Gorge è un cortometraggio muto del 1911. Non si conosce il nome del regista del film che venne prodotto dalla Edison.

## Produzione
Il film fu prodotto dalla Edison Manufacturing Company e venne girato a Ausable Chasm, Keeseville, nello stato di New York.

## Distribuzione
Distribuito dalla General Film Company, il film - un cortometraggio in una bobina - uscì nelle sale cinematografiche statunitensi l'11 agosto 1911.